# 사회 정체성 이론
사회 정체성 이론(영어: Social Identity Theory)은 모든 사람은 소속감으로 대표되는 사회적 정체성을 가지며, 그것을 유지하기 위해 노력하는 행동은 사회적 공동체의 영향을 받는다는 이론이다. 이 이론은 집단 간 행동을 설명하기 위해 도입되었으며 행동 예측의 지표로도 사용된다. 이론의 주장은 대인관계로 인해 누군가 강요하지 않았음에도 스스로 행동에 제한을 두거나 타인이나 공동체가 원하는 방향으로 행동이 변화한다는 것이다. 그리고 변화한 모습을 가진 사람들과 소속감을 느끼고 유대를 맺게 된다. 이 과정에서 집단 편애, 친사회적 행동, 갈등을 조장할 수 있는 내기 등은 꺼리는 모습을 볼 수 있다.

## 정의
사회적 정체성(social identity)은 관련 사회 집단에서 인지된 구성원 자격에서 파생된 개인의 자아개념의 일부이다. 사회심리학자인 헨리 타즈펠과 존 터너(John Turner)가 1970년대와 1980년대에 처음 공식화한 것처럼, 사회 정체성 이론은 집단 간 행동을 설명하는 방법으로 사회적 정체성의 개념을 도입했다. 사회적 정체성 이론은 인지된 집단 상태 차이, 인지된 정당성과 상태 차이의 안정성, 그리고 한 집단에서 다른 집단으로 이동하는 인지된 능력에 기초하여 특정 집단 간 행동을 예측하는 이론으로 묘사된다. 이것은 "사회적 정체성 이론"이라는 용어가 인간 사회에 대한 일반적인 이론을 가리키는 데 사용되는 경우와 대비된다. 게다가, 일부 연구자들이 그것을 그렇게 취급했지만, 사회적 정체성 이론은 결코 사회적 분류의 일반적인 이론이 될 의도가 아니었다. 존 터너와 동료들이 자기 분류 이론의 형태로 사촌 이론을 개발하게 된 것은 제한된 범위의 사회 정체성 이론에 대한 인식이었으며, 이는 사회적 정체성 이론의 통찰을 바탕으로 자아와 집단 과정에 대한 보다 일반적인 설명을 만들어냈다.
사회적 정체성 접근'(social identity approach) 또는 사회적 정체성 관점 (social identity perspective)이라는 용어는 사회 정체성 이론과 자기 분류 이론의 공동 기여를 설명하기 위해 제안된다. 사회 정체성 이론은 조직이 자신의 자아 정체성이나 집단에 대한 지식과 감정적 애착에서 비롯된 자기 개념의 일부를 수정할 수 있다면 개인의 행동을 변화시킬 수 있다는 것을 암시한다.

## 발전

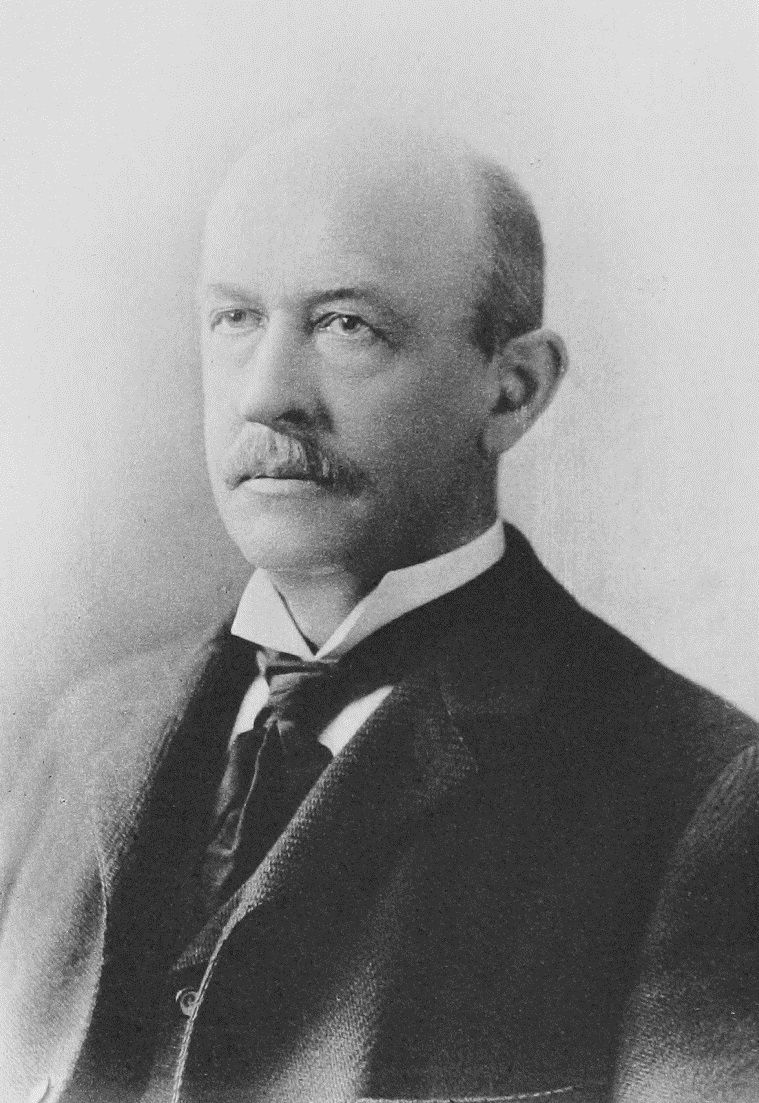
사회학자 윌리엄 그레이엄 섬너

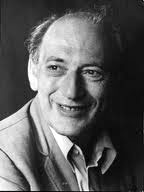
사회심리학자 헨리 타즈펠

### 역사적 배경
'사회 정체성 이론'이라는 용어는 1970년대 말에야 학문적 통화를 달성했지만, 그것과 관련된 기본적인 기본 개념은 20세기 초에 등장하였다. William G. Sumner가 1906년에 쓴 그의 영향력 있는 작품인 포크웨이즈: 관습, 모어, 도덕의 사회학적 중요성에 대한 연구:에서 발췌한 주요 역학을 담고 있다.
"그룹에 대한 충성, 그것을 위한 희생, 외부인에 대한 증오와 경멸, 내면의 형제애, 없는 호전성, 모든 것이 같은 상황의 공통적인 산물로서 함께 성장한다." 다른 집단의 사람들은 우리 집단의 조상이 전쟁을 일으킨 외부인이다. 각 집단은 자신의 자부심과 허영심을 키우고, 우월감을 자랑하며, 자신의 신성을 높이며, 외부인을 경멸하는 눈초리로 바라본다. 각 집단은 자기 집단이 자기 집단이 옳다고 생각하고, 다른 집단이 다른 집단을 가지고 있다는 것을 관찰하면, 그들은 그 집단을 경멸한다."
1920년대 후반까지 집단주의적 관점은 주류 사회 심리학에서 거의 사라졌다. 50년이 지난 후, '사회적 정체성 이론'이라는 용어가 처음 공식 사용되었을 무렵, 타즈펠은 사회 심리 상태에 대해 다음과 같이 썼다:
"따라서, 사회 분류는 여전히 영혼이 그것을 움직일 때 무작위로 부딪히는 '독립 변수'로 생각됩니다. 그것의 존재와 운영 방식을 결정하는 조건과 널리 확산된 사회적 행동의 공통점에서의 결과 사이에 어떠한 연결도 만들어지거나 시도되지 않는다. 왜, 언제, 어떻게 사회적 분류가 두드러지거나 두드러지지 않는가? 사회 분류를 통해 매개되는 사회 현실의 어떤 공유 구성이 다른 대중과 장기적인 갈등을 느끼는 사회 풍토를 초래하는가? 예를 들어, 안정적 사회 체계에서 불안정한 사회 체계로의 심리적 전환은 무엇인가?" (원본 강조, p. 188)
그러므로, 사회적 정체성 이론은 부분적으로 자아와 사회적 집단의 사회 심리학에 대한 더 집단주의적 접근 방식을 다시 정립하려는 욕구를 반영한다.

## 양상

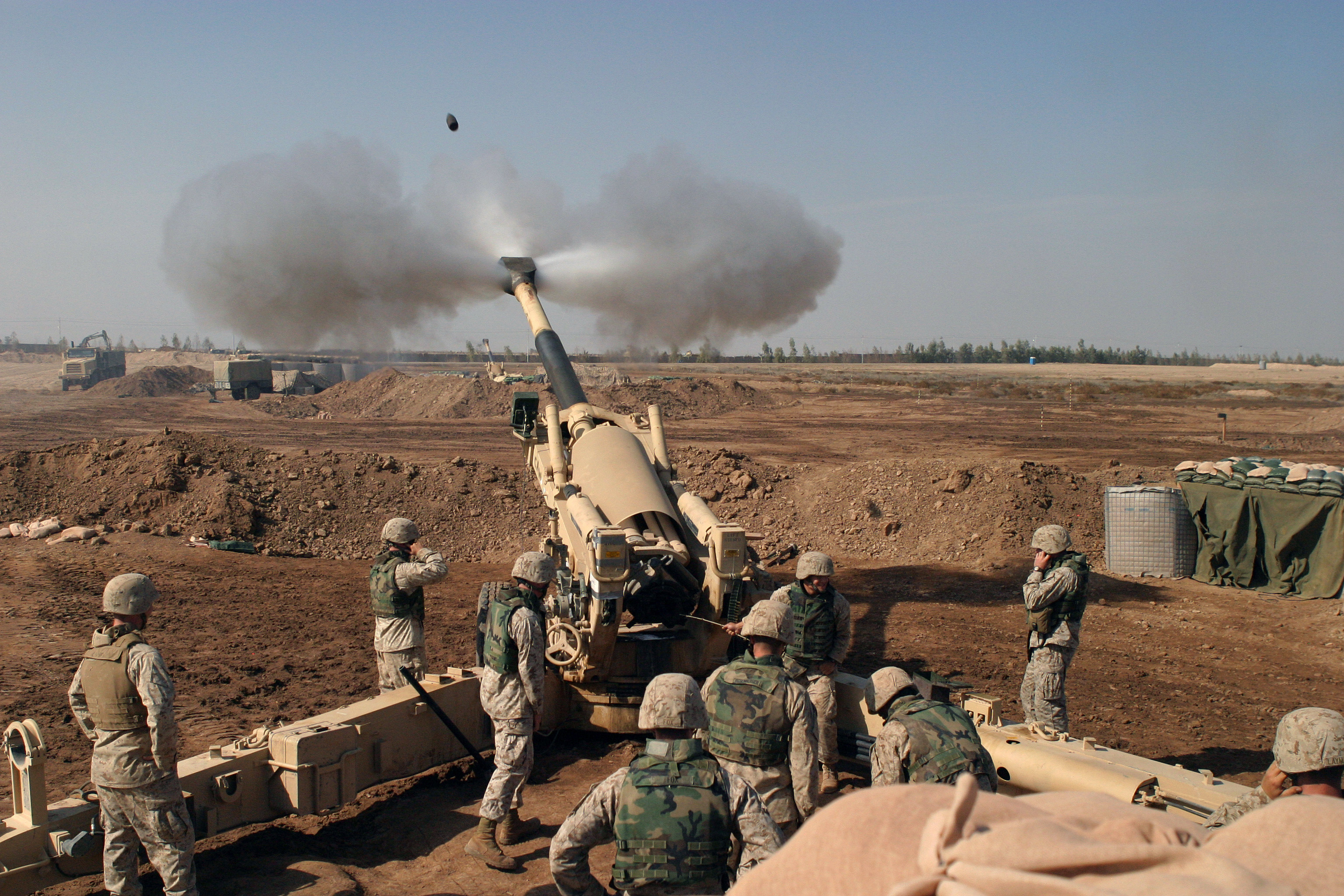
헨리 타즈펠은 반대 군대의 병사들이 시야 밖에서 싸우는 것은 집단 간 상호 연속체의 극단적 집단 간 행동의 예라고 제안한다.

### 대인관계 연속체
사회 정체성 이론은 사회적 행동이 사람이 집단에서 자신의 행동을 바꾸기를 원할 것이라고 말한다. 그것은 대인관계 행동과 집단 간 행동 사이의 연속성을 따라 변한다. 완전한 대인관계 행동은 오직 두 사람 사이에 존재하는 개인의 특성과 대인관계에 의해서만 결정되는 행동일 것이다. 완전히 집단 간의 행동은 단지 두 명 이상의 사람들에게 적용되는 사회적 범주 멤버십에 의해 결정되는 행동일 것이다. 사회 정체성 이론의 저자들은 순전히 대인관계 또는 순전히 집단 간의 행동은 현실적인 사회 상황에서 발견될 가능성이 없다고 말한다. 오히려 행동은 양 극단의 타협에 의해 주도될 것으로 예상된다. 개인 대 사회적 정체성의 인지적 특성, 그리고 그들 사이의 관계는 자기 분류 이론에서 더 완전하게 발전한다. 대신 사회적 정체성 이론은 그 행동이 취할 수 있는 형태와 함께 스펙트럼의 어느 끝이 개인의 행동에 가장 큰 영향을 미칠지를 예측하는 사회 구조적 요인에 초점을 맞춘다.

### 긍정적 차별화
사회 정체성 이론의 핵심 가정은 개인이 본질적으로 긍정적인 구별을 달성하도록 동기부여되어 있다는 것이다. 즉, 개인들은 "긍정적인 자아개념을 위해 노력"한다. 다양한 정도의 개인은 각각의 사회적 정체성에 의해 정의되고 알려질 수 있기 때문에(대인간의 집단 간 연속체에 따라) "개인은 긍정적인 사회적 정체성을 달성하거나 유지하기 위해 노력한다"는 것은 사회적 정체성 이론에서 더 나아가 파생된다. 긍정적인 자아개념을 위해 노력하는 이것의 정확한 본질은 논쟁의 문제이다. (자존감 가설 참조) 대인간 그룹 간 연속체와 긍정적인 구별 동기 부여의 가정은 모두 최소 집단 연구의 결과로서 일어났다. 특히, 특정 조건 하에서 개인은 개인의 사익을 희생하는 아웃그룹과 대조적으로 그룹의 긍정적 특색을 극대화할 수 있는 자원 분배를 지지한다는 것이 밝혀졌다.

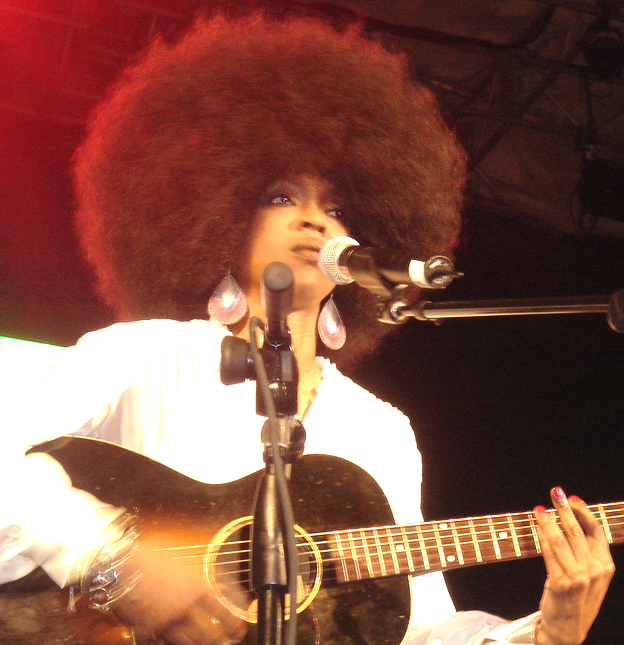
"검은색은 아름답다" 운동과 아프리카계 미국인들이 아프리카 머리모양(예: 아프로), 문화, 전통, 음악을 포용하는 것은 타즈펠과 동료들에 의해 안정된 집단 간의 관계 앞에서 낮은 지위의 집단의 인지적 창조성의 한 예로 제공되었다.

### 긍정적 차별화 전략
위의 요소들을 바탕으로, 사회 정체성 이론은 긍정적 차별화를 달성하기 위해 실행될 수 있는 다양한 전략들을 상세하게 설명한다. 개인의 행동 선택은 주로 인식된 집단 간 관계에 의해 좌우되는 경향이 있다. 특히 전략의 선택은 집단 경계(예: 집단 구성원이 낮은 상태 집단에서 높은 상태 집단으로 전달될 수 있는지 여부)의 인지된 침투성뿐만 아니라 집단 간 상태 계층의 안정성과 정당성의 결과이다. 사회 정체성 이론에 상세하게 기술된 자기 강화 전략이 아래에 자세히 설명되어 있다. 중요한 것은, 비록 이러한 행동들이 낮은 지위 집단 구성원의 관점에서 바라본다고 하더라도, 높은 지위 집단 구성원들에 의해서도 비교 가능한 행동들이 채택될 수 있다는 것이다.

#### 개인 이동성
집단 경계가 투과성 개인으로 간주되는 조건에서는 개별 이동성 전략에 관여할 가능성이 더 높을 것으로 예측된다. 즉, 개인은 "집단으로부터 분리되고, 집단의 목표보다는 개인의 운명을 개선하기 위해 고안된 개인의 목표를 추구한다"는 것이다.

#### 사회적 창조성
집단 경계가 불가침으로 간주되고, 상태 관계가 상당히 안정적이라고 간주되는 경우, 개인은 사회적 창조적 행동에 관여할 것으로 예측된다. 여기서, 낮은 지위의 집단 구성원들은 내집단이나 외집단의 객관적인 자원을 반드시 바꾸지 않고도 여전히 그들의 긍정적인 차별성을 증가시킬 수 있다. 이것은 어떤 새로운 차원의 집단을 외집단과 비교하고, 집단의 속성에 할당된 값을 변경하고, 내집단과 비교할 대체 외집단을 선택함으로써 달성될 수 있다.

#### 사회적 경쟁
여기서 어떤 집단은 긍정적인 차별성을 추구하며 집단 편애의 형태로 외부 집단과의 직접적인 경쟁을 통해 긍정적인 차별화를 요구한다. 이 경우 집단에 대한 편애는 모든 관련 사회 집단이 공유하는 가치 차원에서 발생한다는 점에서(사회적 창조성 시나리오와는 대조적으로) 경쟁력이 있는 것으로 간주된다. 사회적 경쟁은 집단 경계가 불투명한 것으로 간주되고, 신분 관계가 합리적으로 불안정하다고 판단될 때 발생할 것으로 예측된다. 비록 이론 상 특권은 없지만, 가장 많은 관심을 받은 것은 이 긍정적인 차별화 전략이다.

## 시사점

### 집단 편애
집단 내 편애 (turner의 반대에도 불구하고 "집단 편애"라고도 한다)는 사람들이 같은 집단으로 인식될 때 다른 사람들에게 특혜를 주는 효과이다. 사회적 정체성은 집단 편애의 원인을 긍정적 차별성에 대한 심리적 필요성 때문이라고 하며 집단 편애가 일어날 가능성이 있는 상황(인지된 집단 지위, 정당성, 안정성 및 침투성의 함수)을 설명한다. 최소한의 그룹 연구를 통해 집단 편애가 임의의 그룹(예: 동전 던지기는 참가자들을 '머리' 그룹과 '꼬리' 그룹으로 나눌 수 있을 뿐만 아니라 비임의 그룹(예: 문화, 성별, 성적 지향 및 첫 언어에 기초한 그룹)에서 발생할 수 있다는 것이 밝혀졌다.
사회 분류와 집단 편애 사이의 관계에 대한 지속적인 연구는 집단 편애 대 집단 차별의 상대적 만연성을 탐색하고, 집단 편애의 다른 징후를 탐색했으며, 그리고 집단 편애와 다른 심리적 제약(예: 실존적 위협) 사이의 관계를 탐구했다.
시스템 정당화 이론은 사회 정체성 이론을 기반으로 하고, 소외된 집단의 구성원들의 집단 편애와 같은 집단 편애로부터 중요한 편차를 이해하기 위해 1994년 존 조스트와 마하린 바나지(John Jost and Mahzarin Banaji)에 의해 처음 제안되었다. (Jost & Banaji, 1994; Jost, 2020)

### 친사회적 행동
사회적 신원의 확인은 개인들이 다른 사람들을 향해 친사회적 행동을 하도록 이끌 수 있다. 예를 들면 푸드 드라이브나 공유 구매 패턴과 같은 문맥을 포함한다. 흥미롭게도, 소비자들은 더 큰 정체성에 내포된 하위 정체성을 가질 수 있다. 결과적으로, "소비자가 전체 커뮤니티와 동일시되면, 그들은 다른 소비자를 돕는다. 그러나 소비자는 하위그룹으로 식별할 때 전체 커뮤니티의 소비자를 덜 도울 가능성이 있다."

### 신원 관련 결과에 대한 내기를 꺼림
사회적 정체성은 자아의 소중한 측면이며, 사람들은 주어진 사회적 집단에 속해 있다는 자각을 유지하기 위해 금전적 사욕을 희생할 것이다. 정치 파티원들과 스포츠 팀의 팬들(예: 공화당과 민주당, 또는 MLB, NFL, NCAA 팬들)은 그들의 정당이나 팀의 성공에 내기를 꺼린다. 왜냐하면 그것과의 정체성에 그러한 내기가 발생할 수 있기 때문이다. 결과적으로, 파티원들과 팬들은 정체성과 관련된 바람직한 결과에 대한 매우 호의적인 베팅조차도 거부할 것이다. 예를 들어, NCAA 농구와 하키 팬들의 45% 이상이 그들의 팀이 다가오는 경기에서 질 경우 5달러를 벌 수 있는 자유롭고 현실적인 기회를 거절하였다.

## 논란

### 자존감 가설
사회 정체성 이론은 사람들이 자신에 대한 긍정적인 개념을 달성하고 유지하기 위해 동기 부여를 받는다고 제안한다. 따라서 마이클 호그와 도미니크 에이브람스를 포함한 일부 연구자들은 긍정적인 사회적 정체성과 자존감 사이의 상당히 직접적인 관계를 제안한다. '자존감 가설'로 알려진 것에서, 자존감은 두 가지 면에서 집단 내 편견과 관련될 것으로 예측된다. 첫째, 집단 간의 성공적인 차별은 자존감을 높인다. 둘째로, 우울하거나 위협받는 자존감은 집단 간 차별을 조장한다. 이러한 예측에 대한 경험적 지원은 혼합되어 왔다.
존 터너를 포함한 일부 사회 정체성 이론가들은 자존감 가설을 사회 정체성 이론에 표준적이지 않다고 생각한다. 사실, 자존감 가설은 이론의 신조와 상충된다고 주장되고 있다. 자존감 가설이 사회적 정체성과 개인적 정체성의 구분을 잘못 이해하고 있다는 주장이다. 존 터너와 페니 오크스는 긍정적인 특성의 해석에 반대하여 자존심의 직접적인 필요성 또는 "편견에 대한 준생물학적 추진력"을 주장하였다. 대신 그들은 인식자의 이념과 사회적 가치의 반영으로서 긍정적인 자아 개념에 대한 다소 더 복잡한 개념을 선호한다. 또한, 자존 가설은 사회적 정체성 이론(즉, 개인의 이동성과 사회적 창조성)에서 명확하게 표현되는 긍정적인 자아 개념을 유지하기 위한 대안 전략을 무시한다는 주장도 있다.

### 긍정적-부정적 비대칭 현상
'긍정적-부정적 비대칭 현상'이라고 불리는 것에서, 연구원들은 외압을 처벌하는 것이 집단 내에서의 보상보다 자존감에 덜 도움이 된다는 것을 보여주었다. 이 발견으로부터 사회적 정체성 이론은 따라서 부정적인 차원에 대한 편견을 다룰 수 없다는 것이 추론되었다. 그러나, 사회적 정체성 이론가들은 집단 편애가 일어나려면 "심리적으로 두드러져야 한다"라며, 부정적인 차원은 "자체 정의에 덜 적합한 기초"로 경험될 수 있다고 지적한다. 이 중요한 자격은 사회 정체성 이론에서 미묘하게 존재하지만, 자기 분류 이론에서 더욱 발전한다. 이러한 관점에 대한 경험적 지원이 존재한다. 실험 참가자가 그룹을 정의하는 음의 치수를 스스로 선택할 수 있는 경우 양성-음성의 비대칭이 발견되지 않는 것으로 나타났다.

### 그룹 간 유사성
사회적 정체성 이론은 유사한 집단이 서로 자신을 차별화하는 동기를 증가시켜야 한다는 것을 암시하고 있다. 이후 유사한 그룹이 그룹 간 끌어당김의 증가 수준과 그룹 내 편향의 감소 수준을 갖는 것으로 나타나는 경험적 발견은 이론에 문제가 있는 것으로 해석되었다. 다른 곳에서는 이러한 명백한 모순이 집단 간 지위 서열의 인식된 안정성과 정당성의 중요성에 대한 사회적 정체성 이론의 강조에 따라 해결될 수 있다는 의견이 제기되었다.

### 예측력
사회 정체성 이론은 예측력보다 훨씬 더 큰 설명력을 가지고 있다는 비판을 받아왔다. 즉, 독립 변수와 그에 따른 집단 간 행동 사이의 관계가 소급하여 이론과 일치할 수 있지만, 특정 결과는 처음에 예측된 결과가 아닌 경우가 많다. 이 주장에 대한 반박은 이론이 집단간 관계를 이해하는 결정적인 해답으로 광고된 적이 없다는 것이다. 대신 사회적 정체성 이론은 고려 중인 특정 사회적 맥락에 대한 충분한 이해와 함께 병행되어야 한다고 명시되어 있다. 후자의 주장은 사회적 정체성 이론의 저자들이 "목표적" 요인의 역할에 두었던 분명한 중요성과 일치하며, 어떤 특정한 상황에서 [사회 정체성 이론] 변수의 영향은 이전의 사회적, 경제적, 정치적 과정에 의해 강력하게 결정된다고 말한다.

### 사회적 정체성 이론-라이트 (SIT-lite)
일부 연구자들은 사회적 정체성 이론을 사회적 집단과의 식별과 집단 편애 사이의 직접적인 연관성을 도출하는 것으로 해석한다. 최소한의 집단 패러다임에서 집단 편애의 유비쿼터스성을 설명하는 방법으로 사회 정체성 이론이 제안되었기 때문이다. 예를 들어, 찰스 스탠고르와 존 조스트는 "사회적 정체성 이론의 주요 전제는 그룹 구성원이 다른 그룹보다 자신의 그룹을 선호한다는 것이다"라고 말한다. 이 해석은 다른 연구자들에 의해 거부되었다. 예를 들어, 알렉스 하슬람은 "사회 정체성 이론의 저속화된 버전이 '사회적 식별은 자동적으로 차별과 편견으로 이어진다'라고 주장하지만, 사실 차별과 갈등은 제한된 상황에서만 예상된다"고 말한다. 사회적 정체성 이론을 사회적 경쟁과 집단 편애에 비유한 것은 이론의 초기 진술이 집단 편애의 경험적 예를 포함했다는 사실에 부분적으로 기인하지만, 대안적인 긍정적 차별성 전략(예: 사회적 창조성)은 이론적 주장 단계에 있었다. 그럼에도 불구하고, 어떤 원에서는 간단한 식별 편향 상관관계의 예측이 "사회적 정체성 이론-라이트"라는 경멸적인 제목을 얻었다. 이는 사회 정체성 이론이 타즈펠이 원래 제안했지만 나중에 폐기된 "일반적인 규범 가설"에 의지하지 않고 최소 집단 패러다임에서 집단 편애의 유비쿼터스성을 실제로 설명하는지 여부에 대한 문제를 제기한다.

## 같이 보기
- 정체성 정치
- 내집단과 외집단
- 사회 낙인

## 참조
1. 1 2  Turner, John; Oakes, Penny (1986). “The significance of the social identity concept for social psychology with reference to individualism, interactionism and social influence”. 《British Journal of Social Psychology》 25 (3): 237–252. doi:10.1111/j.2044-8309.1986.tb00732.x.
2. 1 2 3 4 5  Turner, J. C.; Reynolds, K. J. (2010). 〈The story of social identity〉.   T. Postmes; N. Branscombe. 《Rediscovering Social Identity: Core Sources》. Psychology Press.
3. 1 2 3 4 5 6 7 8 9 10 11 12 13 14  Tajfel, H.; Turner, J. C. (1979). 〈An integrative theory of intergroup conflict〉.   W. G. Austin; S. Worchel. 《The social psychology of intergroup relations》. Monterey, CA: Brooks/Cole. 33–47쪽.
4. ↑  Tajfel, H.; Turner, J. C. (1986). 〈The social identity theory of intergroup behaviour〉.   S. Worchel; W. G. Austin. 《Psychology of Intergroup Relations》. Chicago, IL: Nelson-Hall. 7–24쪽.
5. 1 2 3 4 5 6 7 8 9 10 11  Turner, J. C. (1999).  Ellemers, N.; Spears, R.; Doosje, B., 편집. “Some current issues in research on social identity and self-categorization theories”. 《Social Identity》 (Oxford: Blackwell): 6–34.
6. 1 2  Haslam, S. A.; Ellemers, N.; Reicher, S. D.; Reynolds, K. J.; Schmitt, M. T. (2010).  Postmes, T.; Branscombe, N. R., 편집. “The social identity perspective today: An overview of its defining ideas”. 《Rediscovering Social Identity》 (Psychology Press): 341–356.
7. ↑  Brown, R. J.; Zagefka, H. (2006). “Choice of comparisons in intergroup settings: the role of temporal information and comparison motives”. 《European Journal of Social Psychology》 36 (5): 649–671. doi:10.1002/ejsp.311.
8. ↑  Ashmore, R. D.; Deaux, K.; McLaughlin-Volpe, T. (2004). “An organizing framework for collective identity: Articulation and significance of multidimensionality”. 《Psychological Bulletin》 130 (1): 80–114. doi:10.1037/0033-2909.130.1.80. PMID 14717651.
9. 1 2 3 4 5 6 7 8 9 10  Haslam, A. S. (2001). Psychology in Organizations. London, SAGE Publications. p 26-57
10. ↑  Postmes, T. & Branscombe, N. (2010). "Sources of social identity". In T. Postmes & N. Branscombe (Eds). Rediscovering Social Identity: Core Sources. Psychology Press.
11. ↑  Sumner, W. G. Folkways: A Study of the Sociological Importance of Usages, Manners, Customs, Mores, and Morals. New York: Ginn, 1906. p. 13.
12. 1 2 3  Hogg, Michael A.; Williams, Kipling D. (2000년 1월 1일). “From I to we: Social identity and the collective self”. 《Group Dynamics: Theory, Research, and Practice》 4 (1): 81–97. doi:10.1037/1089-2699.4.1.81.
13. ↑  Tajfel, H. (1979). “Individuals and groups in social psychology”. 《British Journal of Social and Clinical Psychology》 18 (2): 183–190. doi:10.1111/j.2044-8260.1979.tb00324.x.
14. 1 2  Tajfel, H. (1978).  Tajfel, H., 편집. “Interindividual and intergroup behaviour”. 《Differentiation Between Groups: Studies in the Social Psychology of Intergroup Relations》 (London: Academic Press): 27–60.
15. ↑  Oakes, Penny; Haslam, Alex; Turner, John (1994). 《Stereotyping and social reality》. Blackwell: Oxford.
16. 1 2 3 4 5 6 7 8 9  Turner, J. C.; Reynolds, K. H. (2001). 〈The Social Identity Perspective in Intergroup Relations: Theories, Themes, and Controversies〉.   Brown, S. L.; Gaertner. 《Blackwell Handbook of Social Psychology: Intergroup Processes》 3. 133–152쪽. doi:10.1002/9780470693421.ch7.
17. ↑  Haslam, S. Alexander; Reicher, Stephen D.; Platow, Michael J. (2011). 《The new psychology of leadership: Identity, influence and power》. New York, NY: Psychology Press. 45–76쪽. ISBN 978-1-84169-610-2.
18. 1 2 3  Long, K.; Spears, R. (1997).  Spears, R.; Oakes, P. J.; Ellemers, N;  외., 편집. “The self-esteem hypothesis revisited: Differentiation and the disaffected”. 《The Social Psychology of Stereotyping and Group Life》 (Oxford: Blackwell): 273–295.
19. ↑  Rubin, M.; Badea, C.; Jetten, J. (2014). “Low status groups show in-group favoritism to compensate for their low status and to compete for higher status”. 《Group Processes and Intergroup Relations》 17 (5): 563–576. doi:10.1177/1368430213514122.
20. ↑  Turner, J. C. (1978).  H, Tajfel, 편집. “Social categorization and social discrimination in the minimal group paradigm”. 《Differentiation Between Social Groups: Studies in the Social Psychology of Intergroup Relations》 (London: Academic Press): 235–250.
21. ↑  Tajfel, H. (1978).  Tajfel, H., 편집. “The achievement of group differentiation”. 《Differentiation Between Groups: Studies in the Social Psychology of Intergroup Relations》 (London: Academic Press): 77–100.
22. ↑  Tajfel, H. (1974). “Social identity and intergroup behavior”. 《Social Science Information》 13 (2): 65–93. doi:10.1177/053901847401300204.
23. 1 2  Miller, D. (1983). 《Children and race》. Sage publications.
24. ↑  Haslam, A. S. (2001). Psychology in Organizations. London, SAGE Publications. p. 38
25. ↑  Tajfel, Henri; Billig, M. G.; Bundy, R. P.; Flament, Claude (1971). “Social categorization and intergroup behaviour”. 《European Journal of Social Psychology》 (영어) 1 (2): 149–178. doi:10.1002/ejsp.2420010202.
26. ↑  Ouwerkerk, J. W.; Ellemers, N.; de Gilder, D. (1999).  Ellemers, N.; Spears, R.; Doosje, B., 편집. “Group commitment and individual effort in experimental and organizational contexts”. 《Social Identity》 (Oxford: Blackwell): 184–204.
27. ↑  Haslam, S. A.; Ellemers, N.; Reicher, S. D.; Reynolds, K. J.; Schmitt, M. T. (2010).  Postmes, T.; Branscombe, N. R., 편집. “The social identity perspective tomorrow: Opportunities and avenues for advance”. 《Rediscovering Social Identity》 (Psychology Press): 357–379.
28. 1 2 3 4  Ellemers, N.; Barreto, M. (2001). 〈The impact of relative group status: affective, perceptual and behavioural consequences〉.   Brown, S. L.; Gaertner. 《Blackwell Handbook of Social Psychology: Intergroup Processes》 3. 324–343쪽. doi:10.1002/9780470693421.ch16.
29. ↑  Brewer, Marilynn B. (1979년 1월 1일). “Ingroup bias in the minimal intergroup situations: A cognitive motivational analysis”. 《Psychological Bulletin》 86 (2): 307–324. doi:10.1037/0033-2909.86.2.307.
30. ↑  Hogg, M.A.; Turner, J.C. (1987). “Intergroup behaviour, self-stereotyping and the salience of social categories”. 《British Journal of Social Psychology》 26 (4): 325–340. doi:10.1111/j.2044-8309.1987.tb00795.x.
31. ↑  Ahmed, Ali M. (2007년 6월 1일). “Group identity, social distance and intergroup bias”. 《Journal of Economic Psychology》 28 (3): 324–337. doi:10.1016/j.joep.2007.01.007.
32. ↑  Krumm, Angela J.; Corning, Alexandra F. (2008년 12월 1일). “Who Believes Us When We Try to Conceal Our Prejudices? The Effectiveness of Moral Credentials With In-Groups Versus Out-Groups”. 《The Journal of Social Psychology》 148 (6): 689–709. doi:10.3200/SOCP.148.6.689-710. PMID 19058658.
33. ↑  Giannakakis, Andrew Erik; Fritsche, Immo (2011년 1월 1일). “Social Identities, Group Norms, and Threat: On the Malleability of Ingroup Bias”. 《Personality and Social Psychology Bulletin》 37 (1): 82–93. doi:10.1177/0146167210386120. PMID 20956355.
34. ↑  Hackel; Zaki; Bavel. (2017). “Social identity shapes social valuation: evidence from prosocial behavior and vicarious reward”. 《Soc Cogn Affect Neurosci》 12 (8): 1219–1228. doi:10.1093/scan/nsx045. PMC 5597888. PMID 28402506.
35. ↑  Shipley (2008). “Social Comparison and prosocial behavior: An applied study of social identity theory in community food drives”. 《Psychological Reports》 102 (2): 425–434. doi:10.2466/pr0.102.2.425-434. PMID 18567213.
36. 1 2  Johnson; Massiah; Allen (2013). “Community identification increases consumer-to-consumer helping, but not always”. 《Journal of Consumer Marketing》 30 (2): 121–129. doi:10.1108/07363761311304933.
37. ↑  Morewedge, Carey K.; Tang, Simone; Larrick, Richard P. (2016년 10월 12일). “Betting Your Favorite to Win: Costly Reluctance to Hedge Desired Outcomes”. 《Management Science》 64 (3): 997–1014. doi:10.1287/mnsc.2016.2656. ISSN 0025-1909.
38. ↑  Hogg, M. A.; Abrams, D. (1990).  Abrams, D.; Hogg, M. A, 편집. “Social motivation, self-esteem, and social identity”. 《Social Identity Theory. Constructive and Critical Advances》 (London: Harvester Wheatsheaf): 44–70.
39. 1 2 3  Brown, Rupert (2000년 11월 1일). “Social Identity Theory: past achievements, current problems and future challenges”. 《European Journal of Social Psychology》 30 (6): 745–778. doi:10.1002/1099-0992(200011/12)30:6<745::AID-EJSP24>3.0.CO;2-O.
40. ↑  Rubin, M.; Hewstone, M. (1998). “Social identity theory's self-esteem hypothesis: A review and some suggestions for clarification”. 《Personality and Social Psychology Review》 2 (1): 40–62. doi:10.1207/s15327957pspr0201_3. hdl:1959.13/930907. PMID 15647150.
41. 1 2  Turner, J. C.; Oakes, P. J. (1997).  McGarty, C.; Haslam, S. A., 편집. “The socially structured mind”. 《The Message of Social Psychology》 (Cambridge, MA: Blackwell): 355–373.
42. ↑  Bourhis, R. Y.; Gagnon, A. (2001). 〈Social Orientations in the Minimal Group Paradigm〉.   Brown, S. L.; Gaertner. 《Blackwell Handbook of Social Psychology: Intergroup Processes》 3. 133–152쪽.
43. ↑  Turner, J. C. & Reynolds, K. J. (2010). The story of social identity. In T. Postmes & N. Branscombe (Eds). Rediscovering Social Identity: Core Sources. Psychology Press. p. 142
44. ↑  Reynolds, K. J.; Turner, J. C.; Haslam, S. A.; Ryan, M. K. (2000). “When are we better than them and they worse than us? A closer look at social discrimination in positive and negative domains”. 《Journal of Personality and Social Psychology》 78 (1): 64–80. doi:10.1037/0022-3514.78.1.64. PMID 10653506.
45. 1 2  Brown, R. J. (1984).  Tajfel, H., 편집. 《The role of similarity in intergroup relations》. 《The Social Dimension》 2 (Cambridge: University Press). 603–623쪽. doi:10.1017/CBO9780511759154.012. ISBN 9780511759154.
46. ↑  Duckitt, John (1992). 〈5〉. 《The social psychology of prejudice》. London: Praeger Publishers. 84–90쪽.
47. ↑  Tajfel, H. (1984).  Tajfel, H., 편집. 《Intergroup relations, social myths and social justice in social psychology》. 《The Social Dimension》 2 (Cambridge: University Press). 695–715쪽. doi:10.1017/CBO9780511759154.016. ISBN 9780511759154.
48. ↑  Stangor, C.; Jost, J. T. (1997).  Spears, R.; Oakes, P. J.; Ellemers, N;  외., 편집. “Commentary: Individual, group and system levels of analysis and their relevance for stereotyping and intergroup relations”. 《The Social Psychology of Stereotyping and Group Life》 (Oxford: Blackwell): 336–358.
49. ↑  Smith, E.R.; Smith, E. R. (1999). “Reconceptualizing social identity: a new framework and evidence for the impact of different dimensions”. 《Personality and Social Psychology Bulletin》 25: 120–135. doi:10.1177/0146167299025001010.
50. ↑  Operanio, D.; Fiske, S. T. (2001). 〈Stereotypes: Content, Structures, Processes and Context〉.   Brown, R.; Geartner, S. 《Blackwell Handbook of Social Psychology: Intergroup Processes》. Oxford: Blackwell. 22–44쪽.
51. ↑  Triandis, H.C.; Trafimow, D. (2001). 〈Culture and its implications for intergroup behavior〉.   Brown, S. L.; Gaertner. 《Blackwell Handbook of Social Psychology: Intergroup Processes》 3. 367–385쪽. doi:10.1002/9780470693421.ch18.
52. ↑  Brewer, M. B.; Gaertner, S. L. (2001). 〈Toward reduction of prejudice: intergroup contact and social categorization〉.   Brown, S. L.; Gaertner. 《Blackwell Handbook of Social Psychology: Intergroup Processes》 3. 451–472쪽. doi:10.1002/9780470693421.ch22.
53. ↑  Stangor, C.; Jost, J. T. (1997).  Spears, R.; Oakes, P. J.; Ellemers, N;  외., 편집. “Commentary: Individual, group and system levels of analysis and their relevance for stereotyping and intergroup relations”. 《The Social Psychology of Stereotyping and Group Life》 (Oxford: Blackwell): 346.
54. ↑  Spears, R.; Doosje, B.; Ellemers, N. (1999).  Ellemers, N.; Spears, R.; Doosje, B., 편집. “Commitment and the context of social perception”. 《Social Identity》 (Oxford: Blackwell): 59–83.
55. 1 2  McGarty, C (2001). “Social Identity Theory does not maintain that identification produces bias, and self-categorization Theory does not maintain that salience is identification: Two comments on Mummendey, Klink and Brown”. 《British Journal of Social Psychology》 40 (Pt 2): 173–176. doi:10.1348/014466601164777. PMID 11446223.
56. ↑  Rubin, M.; Hewstone, M. (2004). “Social identity, system justification, and social dominance: Commentary on Reicher, Jost et al., and Sidanius et al”. 《Political Psychology》 25 (6): 823–844. doi:10.1111/j.1467-9221.2004.00400.x. hdl:1959.13/27347.
57. ↑  Haslam, A. S. (2001). Psychology in Organizations. London, SAGE Publications. p. 40

## 추가 판독서
- Jenkins, Richard (2014). 《Social Identity》. Talyor&Francis. ISBN 9780203463352.